# 究竟一乗宝性論
『究竟一乗宝性論』（くきょういちじょうほうしょうろん、梵: Ratnagotra-vibhāga-mahāyānottaratantra-śāstra, ラトナゴートラ・ヴィバーガ・マハーヤーノーッタラタントラ・シャーストラ）とは、インド大乗仏教の中で如来蔵思想を組織的に説いた論書である。『宝性論』（ほうしょうろん）と略称される。
原名の「ラトナゴートラ」（ratnagotra）は「宝石の鉱山、鉱石」（宝性＝仏性）、「ヴィバーガ」（vibhāga）は「分別・分析」、「マハーヤーノーッタラタントラ」（マハーヤーナ・ウッタラ・タントラ、mahāyāna-uttara-tantra）は「大乗の優れた（究極の）教説」、「シャーストラ」（śāstra）は「論」であり、総じて「宝性の分別を通じた大乗の究極の教えについての論」、漢字要約すると『宝性分別大乗究竟要義論』となる。

## 作者
著者は原典に記載はないが、中国では、智顗が作者を「堅意」とし、円測と香象大師法蔵が「堅慧」（梵: Sāramati、娑囉末底）と伝えている。チベットでは韻文を弥勒、散文の註釈を無著の作とする。

## 翻訳
- 『究竟一乗宝性論』4巻 堅慧造、勒那摩提（ratnamati）訳 （511年訳）
- Theg-pa chen-po rgyud bla-mahi bstan-bcos (rnam-par bzad-pa)

チベットでは略称を『ウッタラタントラ』Uttaratantra (Rgyud bla-ma）という。漢訳年代、および内容から判断して、成立は4世紀末-5世紀初と考えられる。
漢語訳をサンスクリットに還元すると『Uttara-ekayāna-ratnagotra-śāstra』となる。

## 内容
サンスクリット本によると全体は5章に分かれている。
1. 如来蔵章
2. 菩提章
3. 功徳章
4. 仏業章
5. 称讃功徳章

漢訳は第1章相当部分を7品にひらき、併せて11品とする。